# Alfonso Ortiz Bautista
Alfonso Ortiz Bautista (Natagaima, 12 de octubre de 1937) es un médico y político colombiano, que se desempeñó como gobernador del departamento de Meta entre 1995 y 1997.

## Biografía
Nació en Natagaima (Tolima), en octubre de 1937, hijo de un tabalartero huilense y una indígena tolimense. Vivió su infancia en Natagaima y luego se radicó en Bogotá, donde se graduó del Instituto San Bernardo de Bogotá y estudió Medicina en la Universidad Nacional.
Primero ejerció su profesión y trabajó en el Hospital San Luis María de Monfort de Villavicencio. Posteriormente se afilió al Partido Liberal y en las elecciones legislativas de 1978 fue elegido como Representante a la Cámara por Meta, en llave con Hernando Durán Dussán al Senado. Luego, dio el salto al Senado en las elecciones legislativas de 1982 y se desempeñó como Concejal de Villavicencio y diputado a la Asamblea Departamental de Meta. Volvió a ser elegido Senador en las elecciones legislativas de 1990.
En las elecciones regionales de 1994 fue elegido Gobernador de Meta. Siendo Gobernador fue sancionado por restrasos en la entrega de informes financieros de la Tesorería Departamental y trajo a operar la Universidad Cooperativa de Colombia a Meta.
Actualmente se desempeña como director académico en la Universidad Cooperativa de Colombia en la ciudad de Villavicencio.